# Уилл (телесериал)
«Уилл» (англ. Will) — американский драматический телевизионный сериал о (вымышленной) жизни Уильяма Шекспира в возрасте 20 лет. 18 мая 2016 сериал был заказан для первого сезона содержащего 10 эпизодов, премьера состоялась на TNT 10 июля 2017 года. Первоначально телесериал был заказан в 2013 году, но никогда не транслировался.
5 сентября 2017 года TNT закрыл сериал после одного сезона.

## Сюжет
Это дикая история появления молодого Уильяма Шекспира на сцене панк-рок-театра, которым являлся Лондон XVI столетия. Представьте себе соблазнительный, жестокий мир, в котором оказывается молодой талант, — с необузданной аудиторией, влиятельными религиозными фанатиками и непрерывными шумными аттракционами. Это горячая современная провокационная версия жизни Шекспира, поданная в обрамлении саундтреков наших дней, откровенно показывающая всё его безрассудство, блеск и податливость похотливым соблазнам.

## В ролях

### Основной состав
- Лори Дэвидсон — Уильям Шекспир
- Оливия ДеДжонг — Элис Бёрбедж
- Юэн Бремнер — Ричард Топклиффе
- Маттиас Инвуд — Ричард Бёрбедж
- Джейми Кэмпбелл Бауэр — Кристофер Марло
- Уильям Хьюстон — Уильям Кемп
- Лукас Ролф — Престо
- Колм Мини — Джеймс Бёрбедж

### Второстепенный состав
- Нэнси Кэрролл — Эллен Бёрбедж
- Майкл Нардоне — Эдвард Арден
- Джейми Бимиш — Августин Филлипс
- Николас Фаррелл — Уолсингем
- Николас Вудесон — Филип Хенслоу[7]
- Генри Ллойд-Хьюз — Эдуард Аллен
- Брюс Маккиннон — Роберт Грин

## Список эпизодов

### Сезон 1 (2017)
| № | Название                                                     | Режиссёр          | Автор сценария                                                            | Дата премьеры   | Зрители в США (млн) |
| --- | ------------------------------------------------------------ | ----------------- | ------------------------------------------------------------------------- | --------------- | ------------------- |
| 1 | «Пьеса — то, что надо» «The Play's The Thing»                | Шекхар Капур      | Крэйг Пирс                                                                | 10 июля 2017    | 0.63                |
| |                                                              |                   |                                                                           |                 |                     |
| 2 | «Трус умирает много раз до смерти» «Cowards Die Many Times»  | Шекхар Капур      | Крэйг Пирс                                                                | 10 июля 2017    | 0.48                |
| Открывающая цитата: Юлий Цезарь (трагедия) "Трус умирает при каждой опасности, грозящей ему, храброго же смерть настигает только раз."        |                                                              |                   |                                                                           |                 |                     |
| 3 | «Два веронца» «The Two Gentlemen»                            | Шекхар Капур      | Сюжет : Луиза Фокс и Крэйг Пирс Телесценарий : Крэйг Пирс и Жаклин Перске | 17 июля 2017    | 0.47                |
| Открывающая цитата: Гамлет "Своих друзей, их выбор испытав, прикуй к душе стальными обручами."                                                |                                                              |                   |                                                                           |                 |                     |
| 4 | «Дивный новый мир» «Brave New World»                         | Эллиот Лестер     | Кэт Джонс                                                                 | 24 июля 2017    | 0.36                |
| Открывающая цитата: Генрих V (пьеса) "Я готов отдать всю славу на свете за кружку эля и безопасность."                                        |                                                              |                   |                                                                           |                 |                     |
| 5 | «Слияние двух верных душ» «The Marriage of True Minds»       | Эллиот Лестер     | Крэйг Пирс и Жаклин Перске                                                | 31 июля 2017    | 0.30                |
| Открывающая цитата: Тит Андроник "Чтоб возвеличить твой славный род..."                                                                       |                                                              |                   |                                                                           |                 |                     |
| 6 | «Что-то злое к нам спешит» «Something Wicked This Way Comes» | Магнус Мартенс    | Коринн Мэрринен                                                           | 7 августа 2017  | 0.36                |
| Открывающая цитата: Макбет (пьеса) "Что-то страшное грядёт..."                                                                                |                                                              |                   |                                                                           |                 |                     |
| 7 | «Куда приводят мечты» «What Dreams May Come»                 | Магнус Мартенс    | Сара Бёрд                                                                 | 14 августа 2017 | 0.30                |
| Открывающая цитата: Ричард III (пьеса) "Вспомни, вспомни... О крови грезь, о смерти - до зари..."                                             |                                                              |                   |                                                                           |                 |                     |
| 8 | «Ваши дома» «Your Houses»                                    | Джонатан Теплицки | Марк Стеилен                                                              | 21 августа 2017 | 0.29                |
| Открывающая цитата: Ромео и Джульетта "Чума пади на оба ваших дома."                                                                          |                                                              |                   |                                                                           |                 |                     |
| 9 | «Сердцем дьявол» «Play the Devil»                            | Джонатан Теплицки | Дэвид Рэмбо                                                               | 28 августа 2017 | 0.315               |
| Открывающая цитата: Ричард III (пьеса) "Так низость голую я прикрываю лохмотьями священных ветхих текстов и, сердцем дьявол, выгляжу святым." |                                                              |                   |                                                                           |                 |                     |
| 10 | «Прежде светлый ангел» «One, Bright Angel»                   | Шекхар Капур      | Крэйг Пирс                                                                | 4 сентября 2017 | 0.307               |
| Открывающая цитата: Гамлет "Как все кругом меня изобличает и вялую мою торопит месть."                                                        |                                                              |                   |                                                                           |                 |                     |

## Критика
Сериал получил положительные отзывы кинокритиков. На сайте Rotten Tomatoes фильм имеет рейтинг 61 % на основе 28 рецензий со средним баллом 6.22 из 10. На сайте Metacritic сериал имеет оценку 100 на основе основных критиков, что соответствует статусу «в целом благоприятные отзывы» в среднем 63 на основе 26 рецензий.